# Velîki Moșkî, Ovruci
Velîki Moșkî (în ucraineană Великі Мошки) este un sat în comuna Rakivșciîna din raionul Ovruci, regiunea Jîtomîr, Ucraina.

## Demografie
Componența lingvistică a localității Velîki Moșkî
     Ucraineană (99,56%)
     Alte limbi (0,44%)
Conform recensământului din 2001, majoritatea populației localității Velîki Moșkî era vorbitoare de ucraineană (99,56%), existând în minoritate și vorbitori de alte limbi.